# Coenosia argentifrons
Coenosia argentifrons este o specie de muște din genul Coenosia, familia Muscidae. A fost descrisă pentru prima dată de Malloch în anul 1934. Conform Catalogue of Life specia Coenosia argentifrons nu are subspecii cunoscute.